# Gatso
Gatso is de merknaam waaronder Maus Gatsonides sportauto's bouwde.
Het automerk Gatso heeft twee verschillende modellen gekend, de 4000 en de 1500. Het eerste prototype, met een koepelvormig dak zoals op een straaljager, heette Gatford. Deze was gebaseerd op een chassis van een voor de oorlog verongelukte Ford en is onder meer gepresenteerd op de Personenauto-RAI in 1948. Gatford leek echter te veel op het Franse Matford, onderdeel van Ford (Mat komt van Mathis). Onder druk van Ford is de merknaam daarna veranderd in Gatso. 

## 4000
Het ontwerp van alle Gatso's was van de hand van Jan Apetz, die onder meer ook de folders illustreerde.  In navolging van KWIK, een vooroorlogse creatie van Gatsonides op Mercury-basis, was de 4000 in eerste instantie bedoeld als rallywagen, zeer geschikt voor de zware rally's van die tijd, waarin vaak dagen- en nachtenlang moest worden doorgereden. Eén detail dat daarnaar verwijst is de hoog in de neus gemonteerde vèrstraler. De verhoging in de motorkap die daarachter zat, gaf tevens voldoende ruimte voor de hooggeplaatste carburateurs in de V van de vier liter V8-motor. Van het model 4000 zijn negen exemplaren gebouwd, waarvan verschillende exemplaren zijn geëxporteerd. De auto's werden een voor een op bestelling gebouwd in de garage van Gatsonides, 'Allround Services' in Heemstede. Bij elk exemplaar werden wensen van de koper in de auto in de auto gerealiseerd, waardoor in feite geen twee Gatso's identiek waren. Voor zover bekend bestaat er geen enkel exemplaar meer van de 4000. Zeker is dat er minimaal twee laat in de jaren vijftig in 'weiland-autocross-wedstrijden' naar de knoppen zijn gereden.

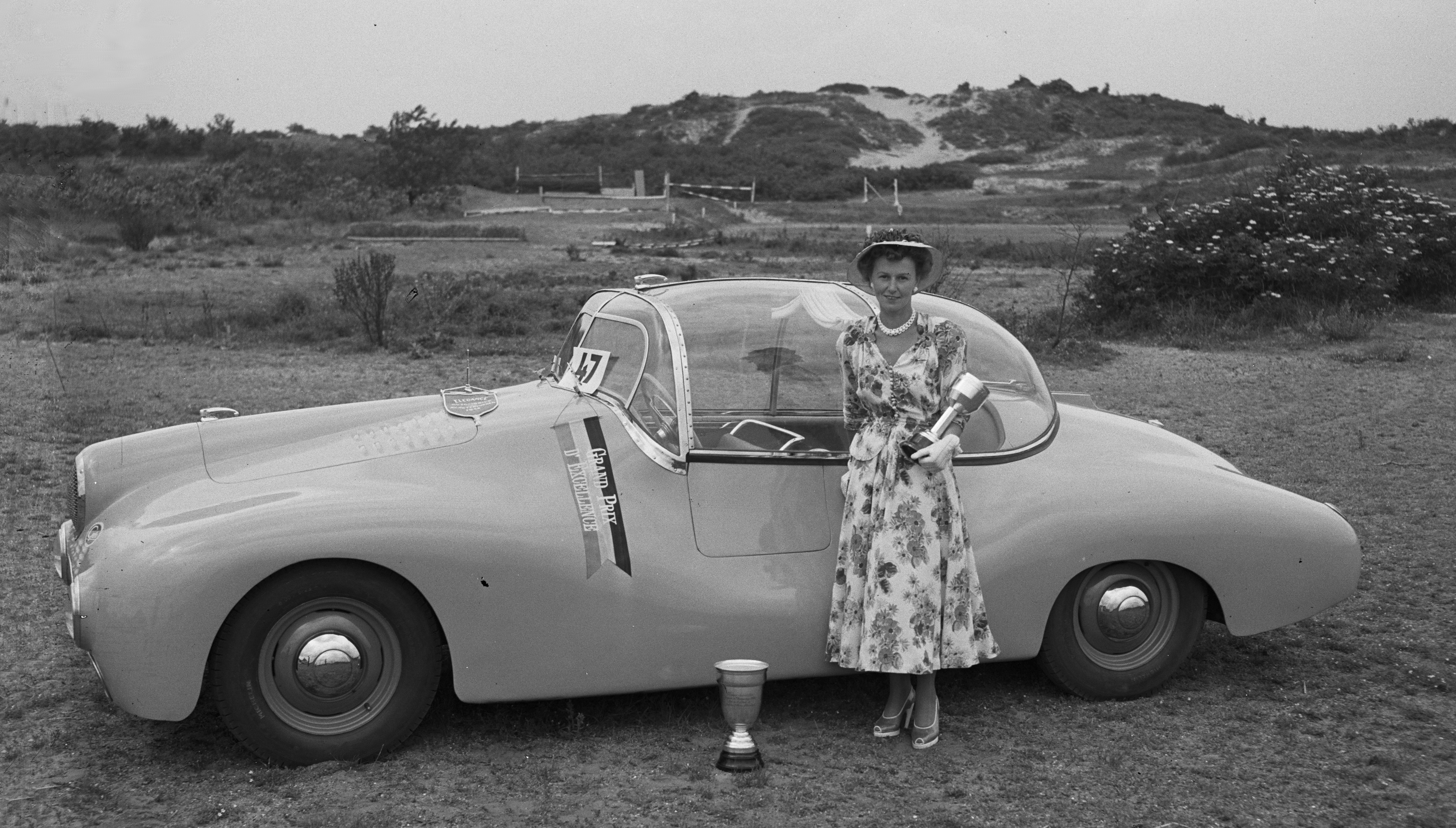
Mevrouw Ciska Gatsonides met de gewonnen Prix de Excelence in Brussel (1948)

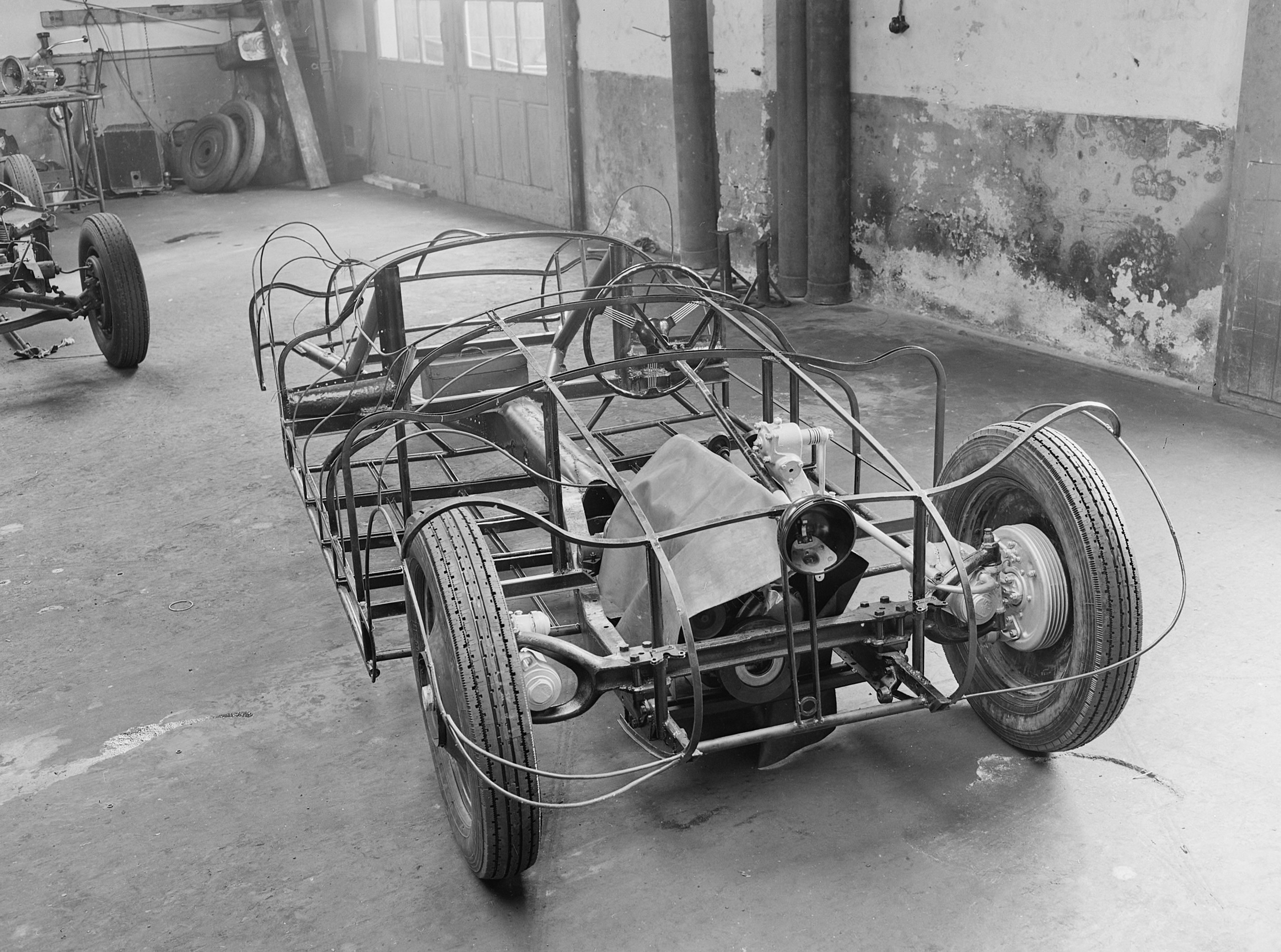
Gatso 4000 chassis in 1948

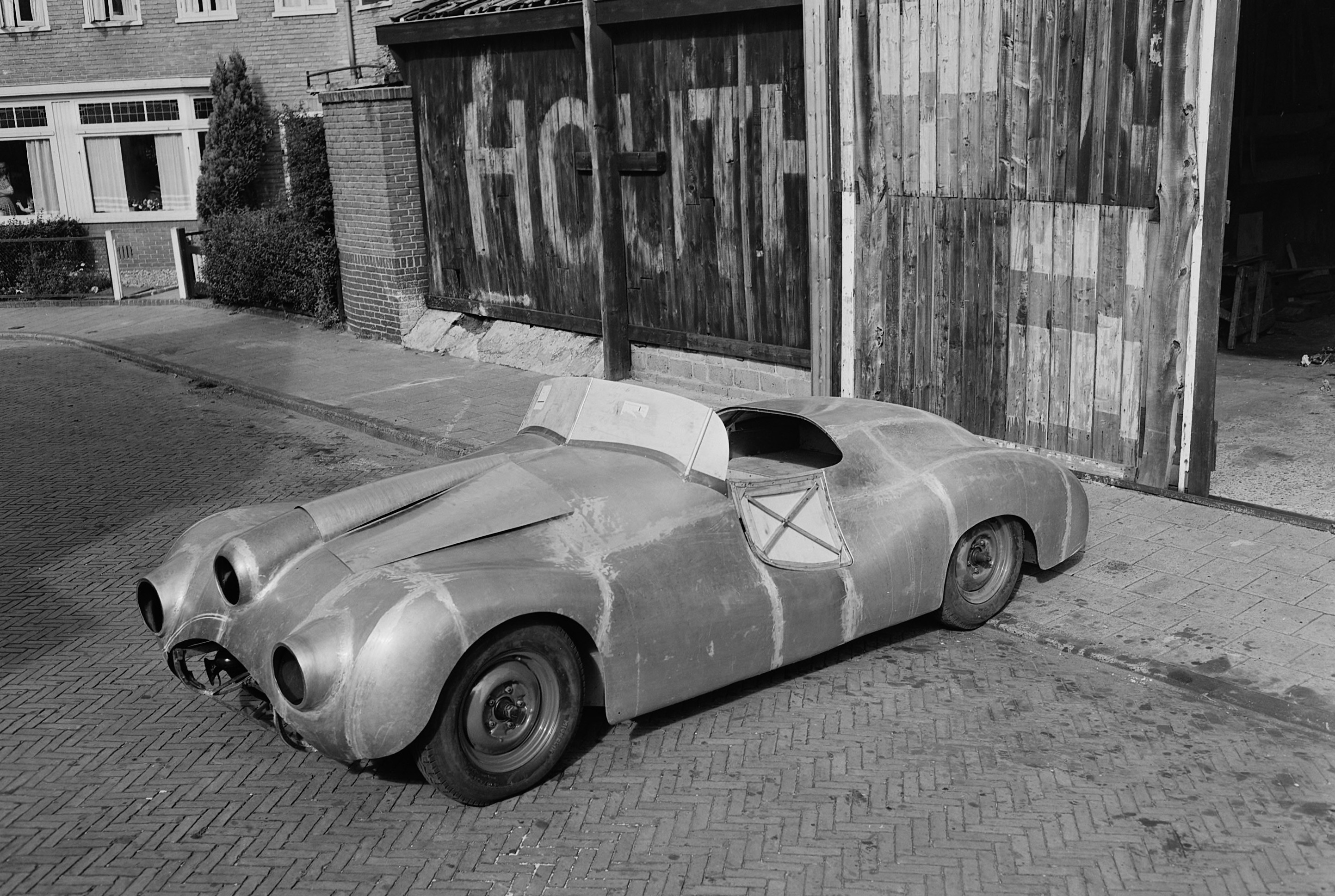
Ruw bodywork van de Gatso 4000 in 1948

## 1500

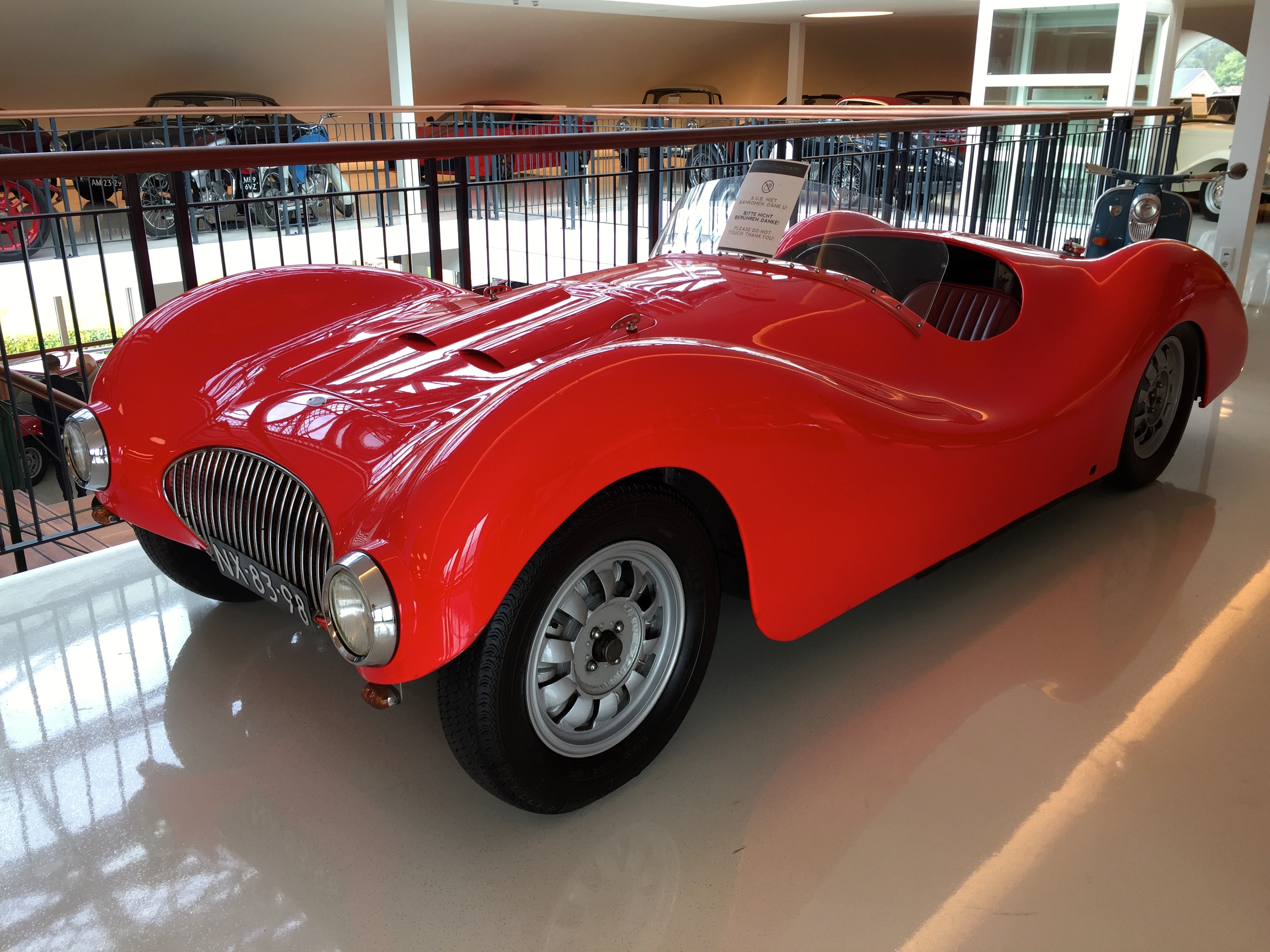
Gatso 1500 Sport, "Platje"

Het andere model van Gatso is de 1500. Dit is echter nooit verder gekomen dan één prototype, bijgenaamd 'Platje', gerealiseerd in 1949. Die naam slaat op de zeer laag gebouwde carrosserie, opnieuw getekend door Jan Apetz. In Platje is een zescilinder 1500-motor van Fiat gebruikt. Gatsonides heeft Platje zelf voor enkele wedstrijden en een recordpoging gebruikt. Platje is het enige exemplaar van het merk Gatso dat nog bestaat, naast de genoemde vooroorlogse KWIK.

## Faillissement
'All Round Services' is om een combinatie van redenen failliet gegaan en dat betekende tevens het einde van het automerk Gatso. Maus is daarna professioneel coureur en (vooral) rallyrijder geworden in dienst van onder meer Sunbeam-Talbot, Austin-Healey, Frazer-Nash, Triumph, Aston Martin en Ford GB. Zijn grootste succes is de overwinning in de Rally van Monte Carlo 1953 met een Ford Zephyr. Dit succes viel vrijwel gelijktijdig met de watersnoodramp, waardoor dit feit in Nederland nooit veel publiciteit heeft kunnen krijgen.
Gatsonides stoorde zich aan de amateuristische wijze waarop de politie in Nederland snelheidscontroles hield. Door zijn professie als rallyrijder en coureur was Maus altijd al bezig met timing en snelheidsmeting. Indirect heeft dit geleid tot de oprichting van het nog altijd bestaande bedrijf Gatsometer, waar 'flitspalen' en radarinstallaties worden geproduceerd.